# Abapeba grassima
Abapeba grassima is een spinnensoort uit de familie van de loopspinnen (Corinnidae).
De wetenschappelijke naam van de soort werd in 1972 als Corinna grassima gepubliceerd door Arthur Merton Chickering.